# Pniski
Pniski – przysiółek wsi Parośla w Polsce położony w województwie lubelskim, w powiecie bialskim, w gminie Sławatycze.
W latach 1975–1998 miejscowość administracyjnie należała do województwa bialskopodlaskiego.